# Александър Керков
Александър Керков е изтъкнат културен деец, композитор и музикант.
Александър Керков е роден в Габрово на 18 август 1901 г. През своя живот се утвърждава като композитор, музикант, музикален педагог, посветил целия си живот на децата. Постъпва като доброволец в музиката на I пехотен полк, а след това в симфоничния оркестър на маестро Георги Атанасов. По негово настояване завършва средния клас на Музикалната академия през 1925 г., където изучава виолончело и цугтромбон.
Александър Керков оставя богато музикално наследство. Композира и аранжира над 44 марша, 12 китки, 9 потпури, 5 концертни валса, хора, ръченици и др., които се съхраняват в златния фонд на музикалната съкровищница.

## За Александър Керков
Признателните българи не забравят името и личността на големия Александър Керков.
- Издадена е книгата на Милка Берберова „Музикален етюд. Първият български композитор на фанфарна музика, Александър Керков“ на издателство „Габрово принт“, 2007.
- Документален филм за Александър Керков „Вечният музикант“ на Оскар Кристанов – носител на „Златен ритон“ от Пловдив, 1980 г. и на Специалната награда на журито от фестивала в гр. Лил, Франция през 1980 г.[1]
- През 2007 г. Джеки Стоев направи филма, посветен на Александър Керков „Летете с Росинант“.[2]